# XBL
XBL (XML Binding Language) – język znaczników służący do deklaracji zachowania i wyglądu widżetów XUL oraz elementów XML. W XBL-u raz deklarujemy układ graficzny interfejsu użytkownika aplikacji, a następnie, dodając style, przystosowujemy wygląd elementów.
```
 
scrollbar
 
{

    
-moz-
binding
:
 
url
(
'somefile.xml#binding1'
);

 
}

```

gdzie #binding1 jest identyfikatorem id wiązania.